# Lady Lake
Lady Lake és una població dels Estats Units a l'estat de Florida. Segons el cens del 2000 tenia 11.828 habitants.

## Demografia
Segons el cens del 2000, Lady Lake tenia 11.828 habitants, 6.125 habitatges, i 4.293 famílies. La densitat de població era de 689,9 habitants/km².
Dels 6.125 habitatges en un 7,1% hi vivien nens de menys de 18 anys, en un 64% hi vivien parelles casades, en un 4,8% dones solteres, i en un 29,9% no eren unitats familiars. En el 26,5% dels habitatges hi vivien persones soles el 20,9% de les quals corresponia a persones de 65 anys o més que vivien soles. El nombre mitjà de persones vivint en cada habitatge era d'1,91 i el nombre mitjà de persones que vivien en cada família era de 2,22.
Per edats la població es repartia de la següent manera: un 7,7% tenia menys de 18 anys, un 2,1% entre 18 i 24, un 8,8% entre 25 i 44, un 20,6% de 45 a 60 i un 60,8% 65 anys o més.
L'edat mediana era de 68 anys. Per cada 100 dones de 18 o més anys hi havia 85,7 homes.
La renda mediana per habitatge era de 32.581 $ i la renda mediana per família de 37.887 $. Els homes tenien una renda mediana de 22.043 $ mentre que les dones 18.450 $. La renda per capita de la població era de 21.337 $. Entorn del 5,2% de les famílies i el 8,4% de la població estaven per davall del llindar de pobresa.

## Poblacions més properes
El següent diagrama mostra les poblacions més properes.